# لهجات نيلية
هي اللهجات المحكية في دول حوض النيل العربية فقط. ويمكن تقسيمها إلى :
- مصرية
  - لهجة صعيدية
  - لهجة إسكندرانية.
- سودانية
- تشادية
- بقارة